# فيراري مونديال

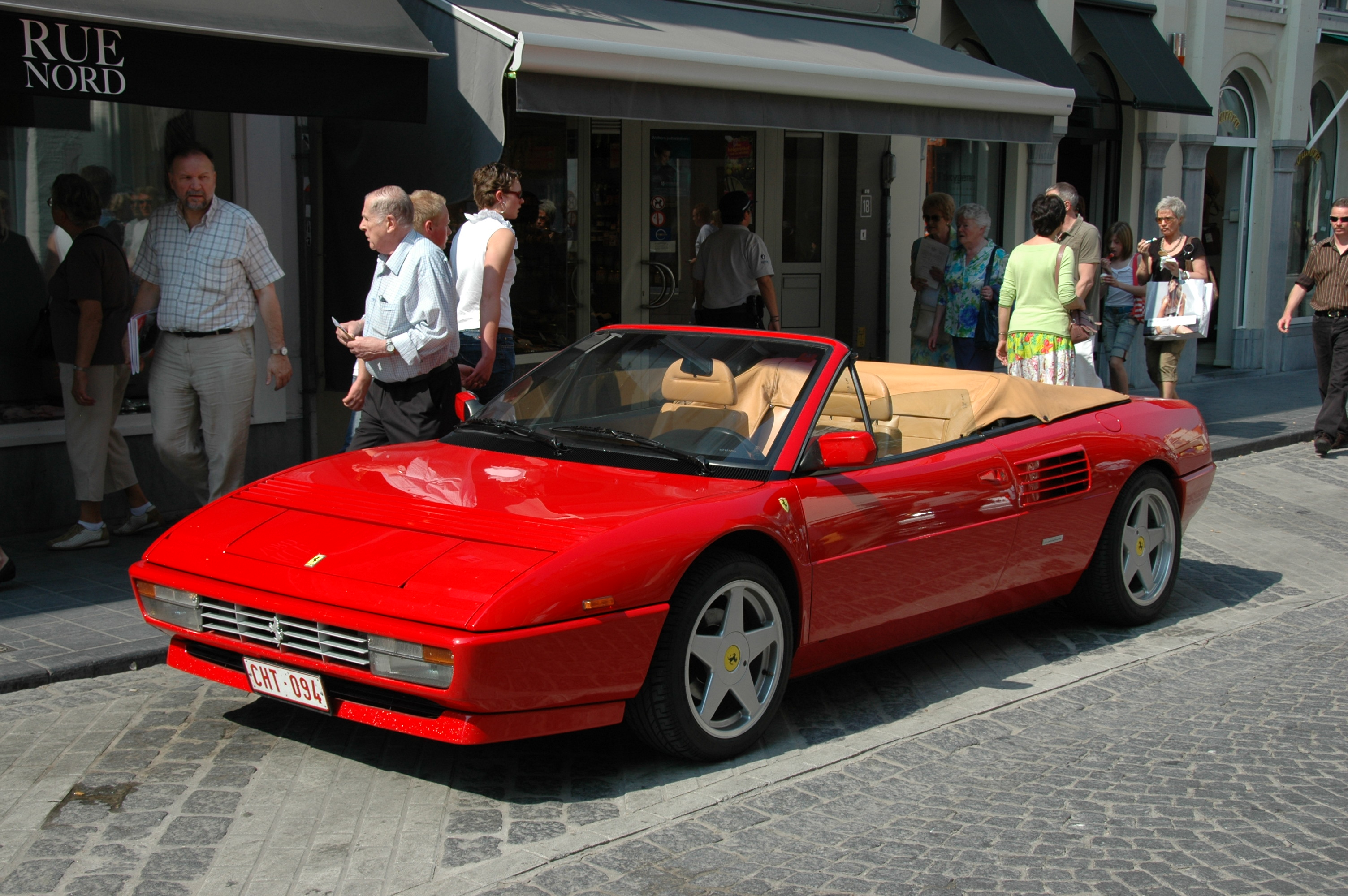
سيارة فيراري مونديال

فيراري مونديال (بالإيطالية: Ferrari Mondial)‏، هي سيارة رياضية أنتجها شركة فيراري الإيطالية، وصدرت من عام 1980 إلى عام 1993م بنحو 6149 سيارة.

## مصدر
1. ↑  "Mondial QV Test" (PDF). roadandtrack.com. =مايو 1984. مؤرشف من الأصل (PDF) في 04 مارس 2016. {{استشهاد ويب}}: تحقق من التاريخ في: |تاريخ= (مساعدة)صيانة الاستشهاد: علامات ترقيم زائدة (link)
2. ↑  "1990s Ferraris and an Alfa with only 2,600 miles from new". www.telegraph.co.uk. مؤرشف من الأصل في 2017-10-19. اطلع عليه بتاريخ 2022-08-08.

- Buckley, Martin & Rees, Chris (1998). World Encyclopedia of Cars. London: Anness Publishing. مؤرشف من الأصل في 2021-11-20. {{استشهاد بكتاب}}: الوسيط غير المعروف |الرقم المعياري= تم تجاهله يقترح استخدام |ردمك= (مساعدة)صيانة الاستشهاد: أسماء متعددة: قائمة المؤلفين (link)